# 勇敢なるスコットランド
『勇敢なるスコットランド』(ゆうかんなるスコットランド、Scotland the Brave) は、「スコットランドの花」 及び Scots Wha Hae と並んでスコットランドにおいて非公式な国歌扱いを受けている歌である。コモンウェルスゲームズではスコットランド国歌として用いられ、スコットランドが発祥の地とされるカーリングの国際大会の試合前にも流れる。
また、カナダ軍ブリティッシュコロンビア連隊 (The British Columbia Dragoons) のバグパイプ楽団(pipe band)による行進曲として公式に採用されている。
歌詞は比較的近年、おおよそ1950年代にスコットランドのジャーナリスト、en:Cliff Hanleyによって作られたものであるが、本来はるばる帰還していくバグパイプの音に詩をつけたものである。ケネス・ブラナーのテレビ作品『シャクルトン』（シャクルトンは1922年に死去）で登場人物がこれを歌うのは時代考証的に大きな問題がある。
2014年に放送されたNHK連続テレビ小説『マッサン』の1話と最終話の「スーパーエリー特別賞受賞祝賀式典」の冒頭で流れる曲はこの曲である。
歌詞については英語版を参照されたい。